# Sébastien Bourdon

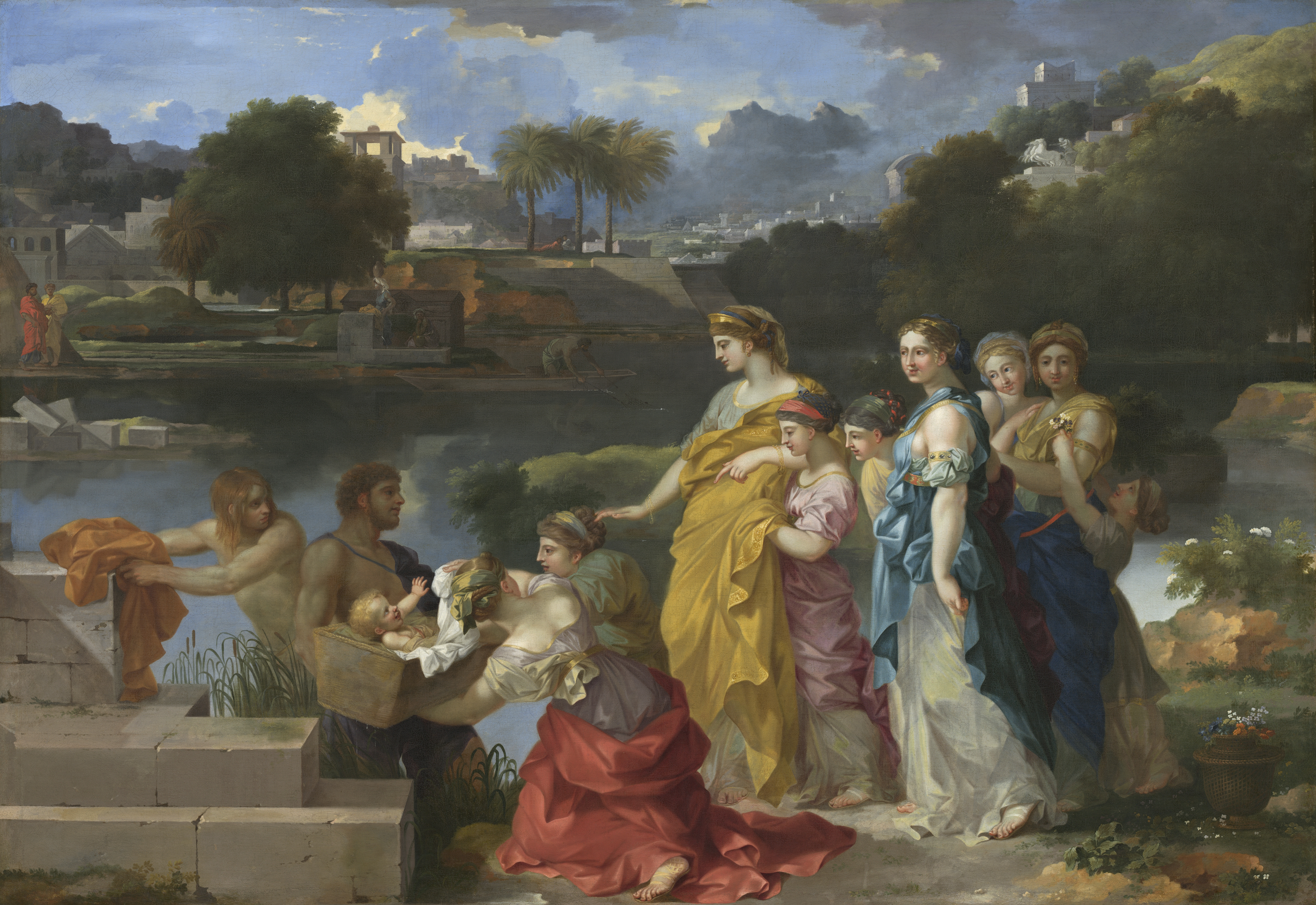
Găsirea lui Moise, c.1650 (Galeria Națională de Artă, Washington)

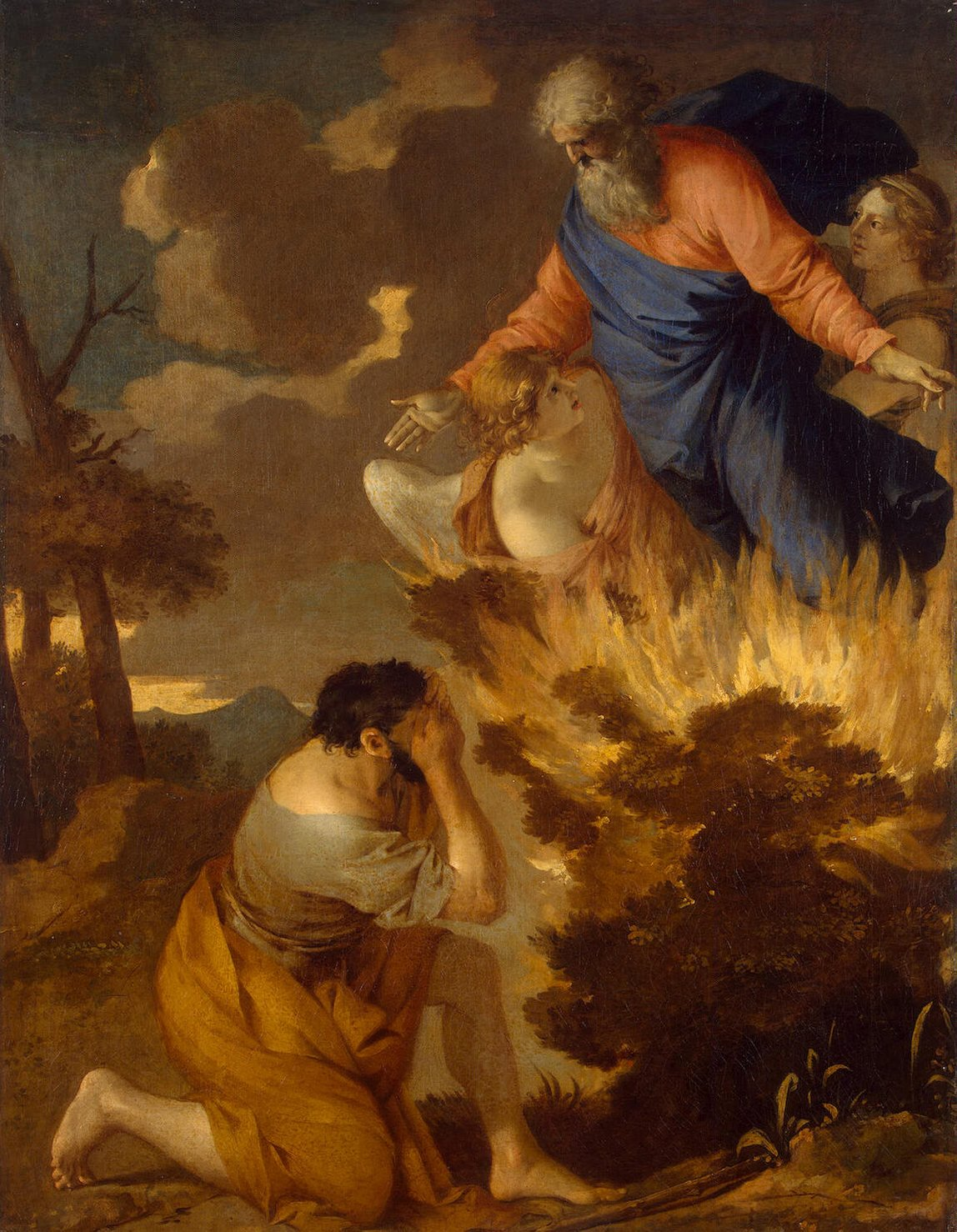
Tufișul aprins, de Bourdon, îl portretizează pe Moise și tufișul aprins, Muzeul Ermitaj

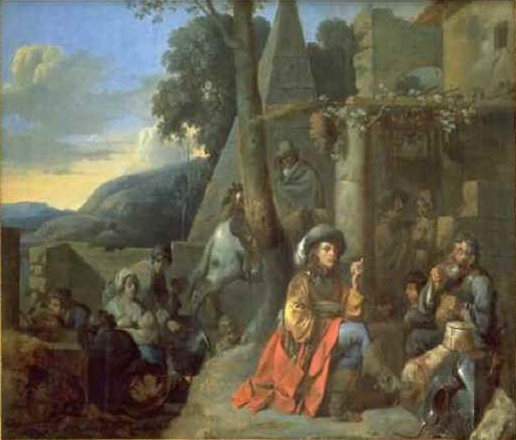
Le Camp de Bohémiens, ulei pe lemn, Musée Fabre

Sébastien Bourdon (n. 2 februarie 1616, Montpellier, Franța – d. 8 mai 1671, Paris, Regatul Franței) a fost un pictor și gravor francez. Capodopera sa este Răstignirea Sf. Petru realizată pentru catedrala Notre Dame.

## Biografie
Bourdon s-a născut la Montpellier, Franța, fiul unui pictor pe sticlă protestant. A fost ucenic al unui pictor la Paris. În ciuda sărăciei sale, a reușit să ajungă la Roma în 1636. Acolo a studiat picturile unor maeștri precum Nicolas Poussin, Claude Lorrain și Caravaggio. A fost nevoit să fugă din Roma în 1638, temându-se de urmărirea penală pentru credința sa protestantă reformată.
A trăit la Paris între 1637 și 1652. În 1648, Bourdon a fost unul dintre fondatorii Academiei Regale Franceze de Pictură și Sculptură⁠(d) și a fost ales ca unul dintre cei doisprezece bătrâni inițiali responsabili de conducerea acesteia.
În 1652 a plecat în Suedia, unde regina Cristina l-a numit primul ei pictor de curte. .
Aptitudinea lui Bourdon l-a făcut adept al portretului, fie în maniera elegantă a lui Rubens , fie în portrete intime, simpatice, în bust sau în jumătăți de bust, izolate pe fundaluri simple, care au stabilit o formulă pentru portretul clasei de mijloc pentru restul secolului, peisaje în maniera lui Gaspar Dughet⁠(d) sau capriciile ruinelor, „pictură istorică” mitologică, ca alți membri ai cercului lui Poussin sau subiecte de gen ale olandezilor Bamboccianti⁠(d) care lucrau la Roma. Gama sa eclectică de stiluri le-a oferit istoricilor de artă exercițiul de a urmări adaptarea modelelor sale, în timp ce lipsa unui „stil Bourdon” imediat recognoscibil a atenuat oarecum aprecierea publicului. O parte din lucrările sale au fost în stilul neoclasic al aticismului parizian.
Bourdon și-a petrecut cea mai mare parte a carierei sale profesionale în afara Franței, unde, deși a fost membru fondator al Academiei regale, a fost mult timp considerat în mare măsură un pasticheur, situație parțial rectificată de o expoziție cuprinzătoare a operei sale în 2000 la Musée Fabre, Montpelier (a cărei colecție include o frumoasă Lamentație pictată în ultimii ani ai vieții).
Succesul său a necesitat înființarea unui atelier extins, unde printre elevii săi s-au numărat Nicolas-Pierre Loir⁠(d) și Pierre Mosnier⁠(d). A murit la Paris în 1671.